# Sex Percé
Le Sex Percé (prononcé /se pɛʁse/) est un sommet de Suisse culminant à 2 515 mètres d'altitude et situé sur le territoire de la commune de Bex, dans les Alpes bernoises.

## Toponymie
Le toponyme « sex » vient du latin saxum et désigne un « rocher ». La lettre « x » de « Sex » ne se prononce pas.